# 林隆広
林 隆広（はやし たかひろ、2000年2月3日 - ）は、ジャパンラグビーリーグワン花園近鉄ライナーズに所属するラグビー選手。

## プロフィール
- 大阪府出身[1]。
- ポジションはウィング(WTB)。
- 身長 175 cm、体重 85 kg

## 略歴
2018年、石見智翠館高校卒業後、東海大学に入る。
2022年、東海大学卒業後、花園近鉄ライナーズに加入。同年4月10日に行われたJAPAN RUGBY LEAGUE ONE第10節釜石シーウェイブス戦にて先発出場で公式戦初出場を果たした。